# Grågrönt nattljus
Grågrönt nattljus (Oenothera canovirens) är en dunörtsväxtart som beskrevs av Steele. Grågrönt nattljus ingår i släktet nattljussläktet, och familjen dunörtsväxter. Inga underarter finns listade i Catalogue of Life.